# Ilha Maria Francisca
Ilha Maria Francisca är en ö i Brasilien.   Den ligger i delstaten Santa Catarina, i den södra delen av landet, 1 300 km söder om huvudstaden Brasília.
Runt Ilha Maria Francisca är det tätbefolkat, med 331 invånare per kvadratkilometer.